# Bättwil
Bättwil là một đô thị ở huyện Dorneck trong bang Solothurn, Thụy Sĩ.